# نادية أبو الحاج
نادية أبو الحاج (بالإنجليزية: Nadia Abu El Haj)‏ (1962 -) هي أكاديمية أمريكية حاصلة على درجة الدكتوراه في علم الإنسان. تعمل أستاذة لعلم الإنسان في كلية برنارد، ومديرة للدراسات العليا في قسم علم الإنسان في جامعة كولومبيا.